# Nirone
Le Nirone est un torrent de la Lombardie en Italie.
Il naît dans les forêts de Cesate, mais il n'a pas de source proprement dite. Il est le résultat de la jonction d'innombrables ruisseaux qui se forment durant les périodes de fortes pluies et que le sol argileux et imperméable empêchent de se perdre dans le sol.
Après  Cesate, le Nirone baigne Garbagnate Milanese, où il passe sous le Canal Villoresi et Bollate, à côté de Baranzate où il reçoit les eaux du torrent Guisa dont la mauvaise qualité des eaux compromet l'équilibre écologique de son cours terminal. Il se jette dans le canal Vettabbia.
Comme tous les torrents des Groane, par manque de pluie, il devrait être à sec, mais par une série de circonstances fortuites, son cours est devenu permanent. La qualité de son eau est bonne, ceci grâce au captage en été des eaux d'irrigation provenant du Canal Villoresi : Le torrent abrite  une faune très diversifiée, cas plutôt unique et rare dans la province de Milan.
On y trouve des chevesnes, des ablettes, des rotengles, des carpes, des perches communes ou des crapets-soleil.
Vu la quantité de poissons disponible, des oiseaux comme le martin-pêcheur et le héron se sont établis en permanence le long de ses rives.

## Sources
- (it) Cet article est partiellement ou en totalité issu de l’article de Wikipédia en italien intitulé « Nirone (torrente) » (voir la liste des auteurs).